# Callioratis
Callioratis is een geslacht van vlinders van de familie spanners (Geometridae), uit de onderfamilie Sterrhinae.

## Soorten
- C. abraxas Felder, 1874
- C. apicisecta Prout, 1915
- C. curlei Staude, 2001
- C. grandis Prout, 1922
- C. mayeri Staude, 2001
- C. millari Hampson, 1905